# Coopérative politique VEGA
Pour les articles homonymes, voir Véga (homonymie).
Ne doit pas être confondu avec Mouvement VEGA ou Verts pour une gauche alternative.
La Coopérative politique VEGA, pour « Verts & à gauche », est un mouvement politique écologiste et progressiste belge francophone fondé le 14 janvier 2012, dans la région liégeoise. En 2014, la Coopérative participe à la création du Mouvement VEGA, dont elle devient l'une des composantes, sous le nom de « VEGA Liège » avant de rompre avec celui-ci en 2017

## Histoire

### Fondation
Après avoir tenté de se rapprocher du parti Ecolo à l'automne 2011, la Coopérative politique VEGA est officiellement fondée, le samedi 14 janvier 2012, par des militants du secteur associatif ou politique comme François Schreuer, ancien président de la Fédération des étudiants francophones (2000-2001) et président de l'asbl urbAgora, groupe de réflexion sur l'urbanisme et la mobilité ; Pierre Eyben, ancien porte-parole du Parti communiste, Luc Cremer, ancien conseiller provincial Ecolo et ancien assistant parlementaire, Christine Pagnoulle, présidente d'ATTAC Liège ou Mario Gotto, ancien directeur du CIRE et ancien président de la Coordination Nationale d'Action pour la Paix et la Démocratie (CNAPD). Ils seront rapidement rejoints par Luc Toussaint, ancien député et échevin socialiste liégeois ; Germain Dufour, ancien sénateur et conseiller communal connu notamment pour son combat en faveur du logement ; ou Fabrice Lantair, membre fondateur d’Ecolo. VEGA bénéficie également de soutiens syndicaux - tels que Nico Cué, responsable de la centrale des Métallos de la FGTB ou Charles Beuken, président de la CNE pour la province de Liège - ou universitaires, comme les philosophes Vinciane Despret et Florence Caeymaex.

### Dissensions et ruptures
En février 2017, lorsque le Mouvement VEGA veut fusionner avec le Mouvement de Gauche, la coopérative refuse ce projet. Cela amène une dissension parmi ses membres, qualifiée par certains observateurs de « conflits de personnes et égos surdimensionnés ».  La coopérative demande aux membres concernés de choisir entre les deux affiliations. Pour leur part, les exclus, qui contestent la validité du processus menant à leur exclusion, arguent des velléités de François Schreuer, unique élu communal du parti, de conserver la main sur la coopérative et lui reprochent « sa façon de faire de la politique ».  
Des membres quittent la coopérative à l'issue de ce conflit : certains citent le chiffre de treize démissions, d'autres indiquent que seulement quatre personnes ont quitté Vega.  
Par ailleurs, le Mouvement VEGA opère la fusion avec le Mouvement de Gauche et devient le mouvement politique « Demain ».

## Idéologie et positionnement politique
La Coopérative politique se positionne clairement à gauche : « écologie, socialisme et démocratie » sont ses mots d'ordre. Elle se réfère régulièrement au travail du Parti de gauche français (PG), avec lequel elle entretient des liens réguliers.
Elle propose d'inventer de nouveaux modèles et formes de solidarité débarrassée de l’emprise de la finance et de la dépendance au carbone. Elle ne parle pas de « lutte des classes » mais de « conflit entre des classes sociales aux intérêts divergents ». Elle veut des services publics forts, une éducation populaire, une écologie politique inséparable de la question sociale, la primauté du droit d’usage sur le droit de propriété, l'autogestion collective de la ville par ses habitants.

## Résultats électoraux
La Coopérative politique se présente pour la première fois dans une élection lors des élections communales d'octobre 2012 à la Ville de Liège avec une liste complète de 49 candidats. Elle obtient 3,6% des voix et un élu, François Schreuer.
Trois membres du Parti socialiste de lutte figurent sur la liste.
Avant l'élection, VEGA regrette dans une lettre ouverte l'inégalité entre les candidats quant à l'accès à l'antenne de RTC-Télé Liège.
La Coopérative politique participe aux Élections communales et provinciales belges de 2018. Elle présente une liste complète (49 candidats) à la Ville de Liège et 5 listes provinciales, complètes également, dans les 5 districts électoraux de l'agglomération liégeoise. Toutes les listes respectent strictement le principe de parité et d'alternance hommes-femmes,.

## Prises de position
- En février 2012, afin de désengorger le trafic urbain liégeois, la Coopérative politique propose un abonnement de bus mensuel pour un euro, soit douze euros par an, financé par une taxe sur le stationnement commercial sur le territoire de la Ville[23].
- En mai 2012, VEGA propose la création, à Liège, de « Cannabis Social Clubs »[24] sur le modèle développé depuis 2006 par l’ASBL anversoise Trekt Uw Plant (« Tirez votre plant »)[25] : des plantations collectives de cannabis destinées à la consommation personnelle des planteurs[26]. Immédiatement, Willy Demeyer, bourgmestre de Liège, rejette cette proposition[27],[28].
- En avril 2013, VEGA introduit un recours auprès du ministre wallon des pouvoirs locaux, Paul Furlan, contre la convention qui lie la ville de Liège à la Société régionale wallonne du transport dans le dossier du Tramway de Liège[29],[30]. La Coopérative politique s'oppose au partenariat public-privé[31].
- En 2017, Vega organise la résistance contre le projet Médiaciné (Liège, quartier du Longdoz), projet depuis lors abandonné[32].
- En 2017 encore, Vega soutient l’adoption d’une délibération du Conseil communal en vue de supprimer les perturbateurs endocriniens dans les repas des cantines scolaires communales à Liège[33].
- En 2018, le Conseil Communal vote une résolution demandant la fermeture immédiate des réacteurs de Doel 2 et Tihange 3 sur base d'un texte présenté par Vega[34].
- En 2018 également, Vega obtient la protection du site du Ry-Ponet de Chênée après un combat mené avec des alliés du cdH et d'Ecolo[35],[36].

### Audiovisuel
- RTC-Télé Liège, La coopérative Vega présente ses douze propositions, 11 juillet 2012, voir en ligne.